# Csangcsun
Csangcsun (Changchun)(kínaiul: 長春) nagyváros Kínában, Csilin tartomány székhelye. Hajdani neve Hszinking. Egykor itt volt a japán csatlós bábállam Mandzsukuo székhelye.
Autóipari központ, mozdony- és vasúti berendezések gyártásáról is ismert.

## Népesség
| 2010 | 7 674 439 |
| 2020 | 9 066 906 |

## Közlekedés

### Helyi közlekedés
A városban metró is működik.

## Fordítás
- Ez a szócikk részben vagy egészben  a   Changchun című angol Wikipédia-szócikk fordításán alapul.  Az eredeti cikk szerkesztőit annak laptörténete sorolja fel. Ez a jelzés csupán a megfogalmazás eredetét és a szerzői jogokat jelzi, nem szolgál a cikkben szereplő információk forrásmegjelöléseként.